# Regent University
Regent University är ett privat kristet universitet i Virginia Beach i den amerikanska delstaten Virginia. Tv-predikanten Pat Robertson grundade universitetet år 1978 som Christian Broadcasting Network University. Namnbytet till Regent skedde år 1990. Universitetets campusområde i Virginia Beach präglas av georgiansk arkitektur. Universitetet flyttade år 1980 till Virginia Beach från Chesapeake. Fram till år 2008 hade Regent ytterligare ett campusområde i Alexandria.

## Kända personer som studerat vid Regent University
- Bob McDonnell, politiker
- Jay Sekulow, advokat